# Scooby-Doo, Where Are You!
Scooby-Doo, Where Are You! (bra: Scooby-Doo, Cadê Você?; prt: Scooby-Doo, Onde Estás Tu?) é uma série de desenho animado estadunidense, produzida pela Hanna-Barbera Productions para a CBS. É a primeira série da franquia Scooby-Doo. Estreou em 13 de setembro de 1969 às 8:30 AM e foi ao ar por duas temporadas até 31 de outubro de 1970. Vinte e cinco episódios foram produzidos (dezessete em 1969-70 e mais oito em 1970-71).
Em 1978, uma seleção de episódios da série posterior Scooby's All-Stars e The Scooby-Doo Show foram ao ar na ABC sob o nome Scooby-Doo, Where Are You!, onde foram lançados em um conjunto de DVD e sendo comercializado como sua terceira temporada.
Atualmente, no Brasil, o desenho é exibido no canal infantil Tooncast aproximadamente às 22:00 da noite e no Cartoon Network Brasil aproximadamente às 6:30 da manhã.
Scooby-Doo, Where Are You! é a primeira obra de uma grande franquia que consiste principalmente em séries animadas, vários filmes e mercadorias relacionadas.

## Origem
Scooby-Doo, Cadê Você? foi o resultado dos planos da CBSe da Hanna-Barbera de criar um programa não violento para a manhã de sábado que apaziguaria os grupos de pais que protestavam contra os programas baseados em super-heróis de meados da década de 1960. Originalmente intitulado Mysteries Five (lit. 'Cinco Mistérios') e, mais tarde, Who's S-S-Scared? (lit. 'Quem Está com Medo?'), Scooby Doo, Cadê Você? sofreu uma série de mudanças no roteiro até a versão que foi exibida (a mais significativa é a subestimação de um ângulo de grupo musical, no estilo de The Archie Show). No entanto, o conceito básico, um grupo de adolescentes (Fred, Daphne, Velma e Salsicha) e seu cão (Scooby-Doo) resolvendo mistérios sobrenaturais, sempre estava em vigor.

## Lançamento e recepção
Scooby-Doo, Cadê Você? foi recepcionado muito bem um índice alto de audiência, tornando-se um sucesso internacional do sábado de manhã.
Em 2005, a série entrou no 100 Greatest Cartoons no 49º lugar, e foi, mais recentemente, votaram a 8 ª maior Kid's TV Show pelos telespectadores do mesmo canal. A partir de 2009, a série irá ventilar sobre o Cartoon Network em novembro com a encarnação mais moderna do desenho, Scooby-Doo - Mistério, S.A..
Na versão brasileira do desenho, Scooby Doo e Salsicha eram dublados por Orlando Drummond e Mário Monjardim respectivamente.

## Episódios
| Temporada | Temporada | Episódios | Data de exibição                               |
| --------- | --------- | --------- | ---------------------------------------------- |
|           | 1         | 17        | 13 de setembro de 1969 – 17 de janeiro de 1970 |
|           | 2         | 8         | 12 de setembro de 1970 – 31 de outubro de 1970 |

## História no ar
| - EUA - CBS (1969-1976) - ABC (1976-1984) - USA Network (1990-1994) - Cartoon Network (EUA) (1994-presente) - Boomerang (2000 - 2008,2015-2017) | - Brasil - Rede Tupi (1972 - 1980) - Record (1977) - SBT (1981 - presente) - Rede Globo (1982 - 1984) - Cartoon Network (1998 - 2018) - Boomerang (2001 - 2019) - Tooncast (2008 - presente) |